# Fai da te

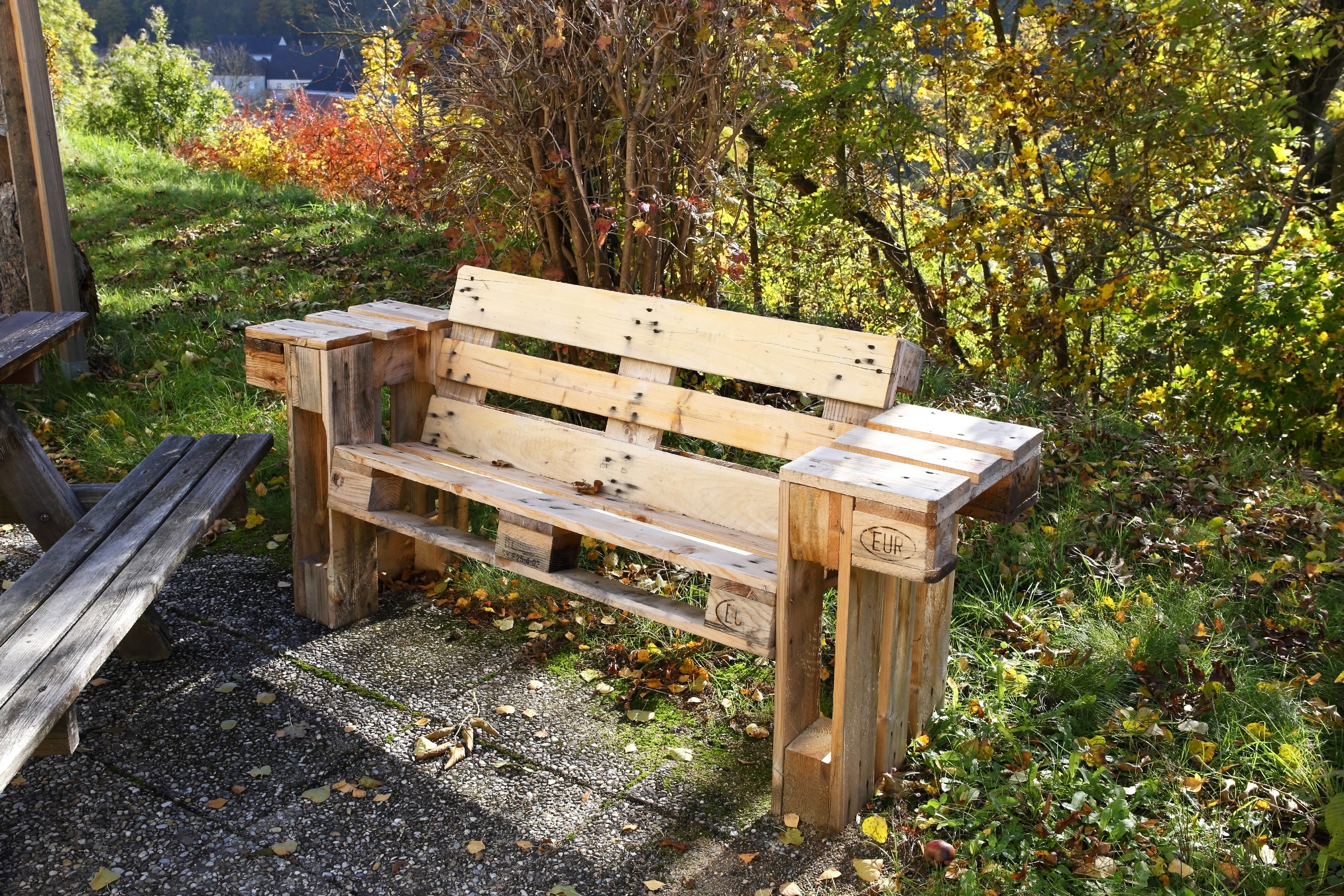
Un divano fatto in casa

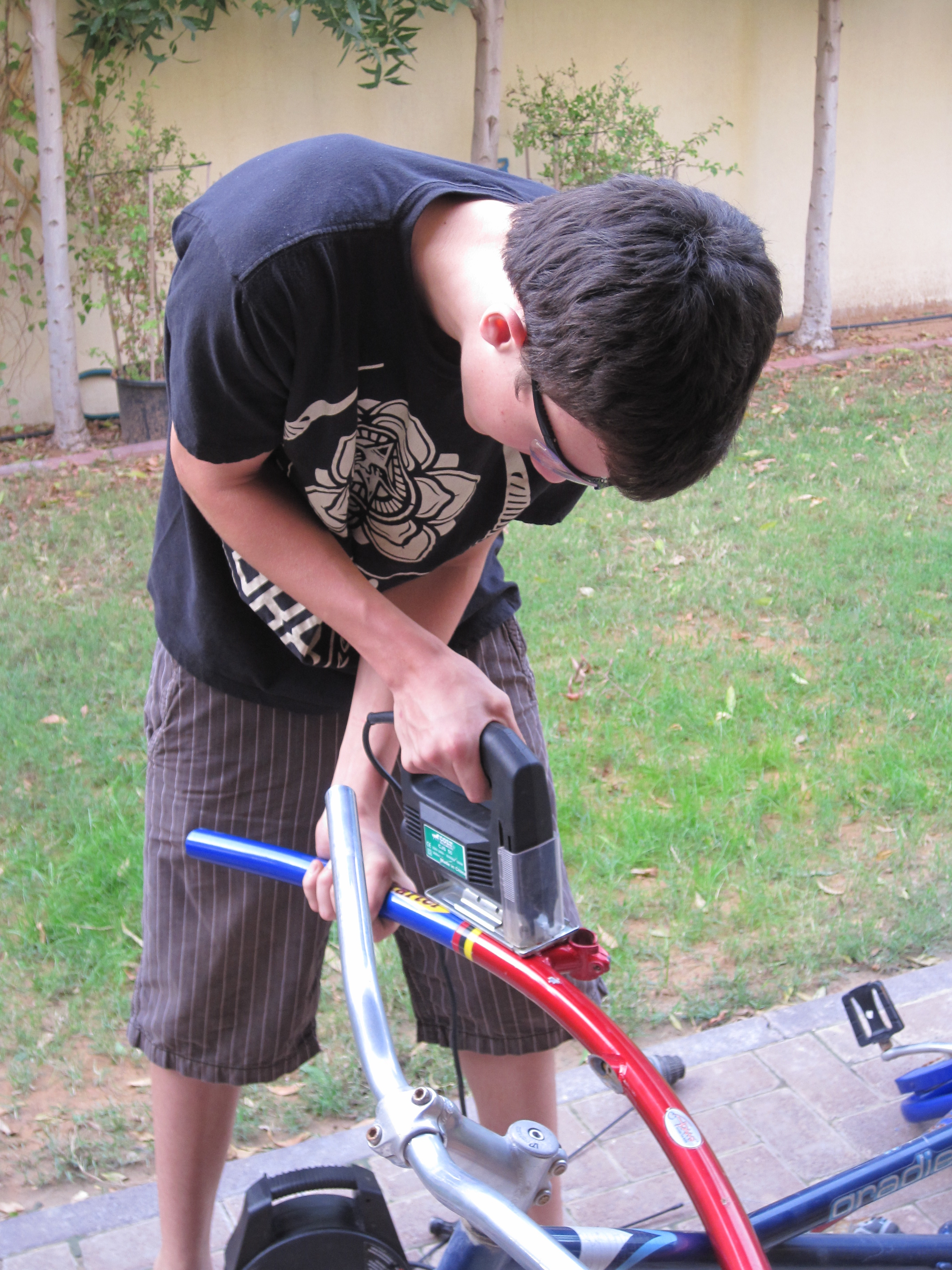
Un ragazzo che costruisce una bicicletta

Fai da te o faidaté; alternativamente far da sé o fardasé (calco dell'inglese do it yourself, a volte abbreviato con la sigla DIY) è un'espressione che indica una qualsiasi attività eseguita per conto proprio e senza la partecipazione di terzi, spesso riferendosi al bricolage.
Il termine fai da te venne associato ai consumatori almeno dal 1912 principalmente nel settore delle attività di miglioramento domestico e di manutenzione. Tuttavia, la parola entrò in uso comune (nel suo equivalente inglese do it yourself) negli anni cinquanta, in seguito all'emergere del bisogno di vari individui di creare o migliorare in modo creativo ed economico il proprio ambiente domestico e altri piccoli progetti artigianali e di costruzione.

## Descrizione
La ricerca accademica descrive il fai da te come un comportamento in cui "gli individui impegnano materiali e parti grezze e semi-grezze per produrre, trasformare o ricostruire beni materiali, inclusi quelli estratti dall'ambiente naturale (ad esempio, l'abbellimento di terreni)". L'etica del fai da te può essere scatenata da varie motivazioni che possono essere dovute a esigenze di mercato (vantaggi economici, mancanza di disponibilità del prodotto, mancanza di qualità nel prodotto, necessità di personalizzazione) e miglioramento dell'identità dello stesso (artigianato, empowerment, ricerca della comunità, unicità).

## Storia

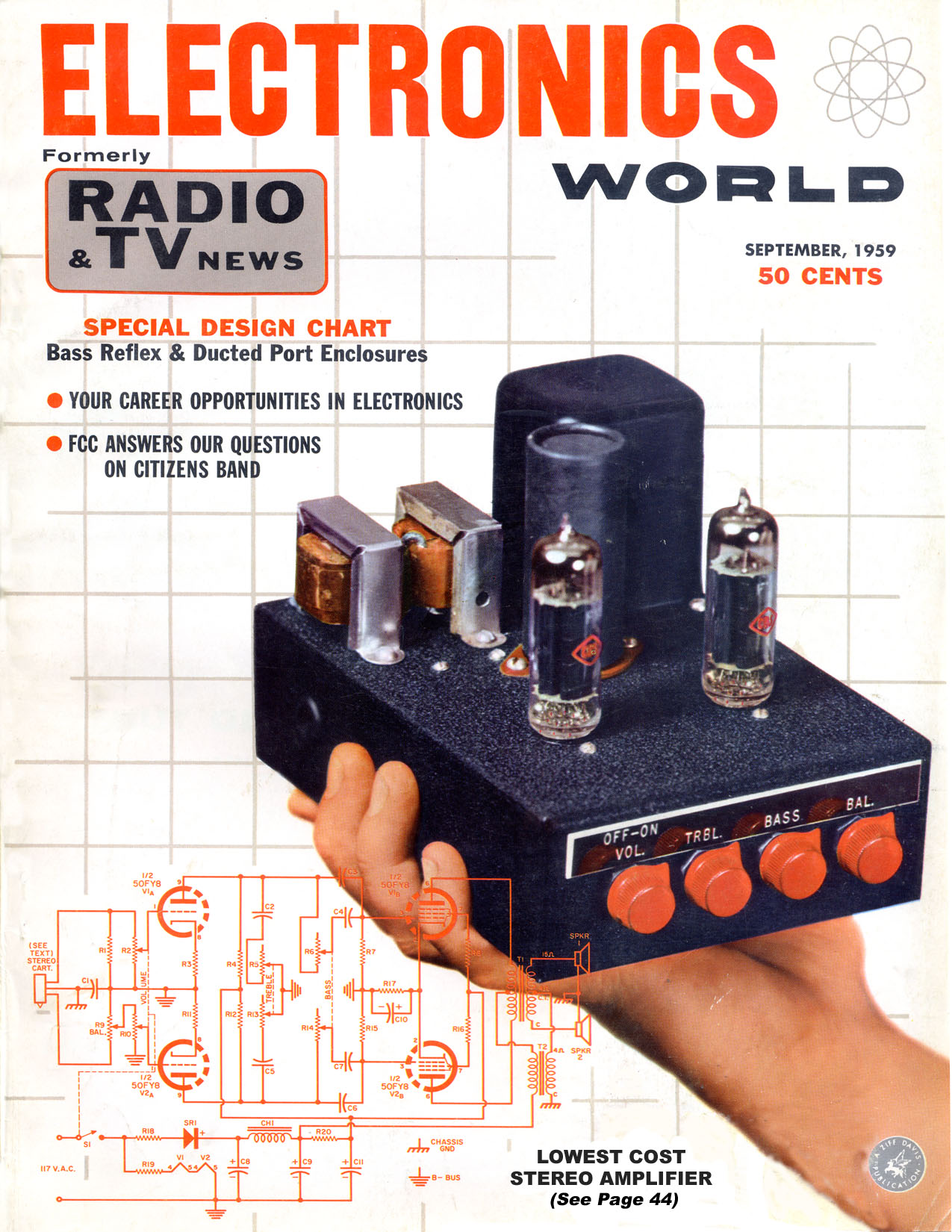
Electronics World 1959, amplificatore assemblato in casa

Gli archeologi italiani hanno portato alla luce le rovine di una struttura greca del VI secolo a.C. nell'Italia meridionale. Le rovine sembravano essere dotate di istruzioni di montaggio dettagliate e sono state definite "un antico edificio IKEA". La struttura era un edificio simile a un tempio scoperto a Tito, vicino alla città di Potenza. Questa regione era riconosciuta come un luogo in cui la popolazione locale si mescolava ai greci che si erano stabiliti lungo la costa meridionale nota come Magna Grecia e in Sicilia dall'VIII secolo a.C. in poi. Christopher Smith, direttore della British School at Rome, ha affermato che la scoperta era "l'esempio più chiaro finora trovato di segni di muratura dell'epoca. Sembra che qualcuno stesse istruendo altri su come produrre in serie componenti e assemblarli in questo modo". Proprio come i nostri moderni libretti di istruzioni, varie sezioni dell'edificio di lusso erano iscritte con simboli codificati che mostravano come i pezzi si incastravano insieme. Le caratteristiche di queste iscrizioni indicano che risalgono a circa il VI secolo a.C., il che coincide con le prove architettoniche suggerite dalla decorazione. L'edificio fu costruito da maestranze greche provenienti dalla colonia spartana di Taranto.
In Nord America, nella prima metà del ventesimo secolo, c'era una nicchia editoriale di riviste fai da te. Riviste come Popular Mechanics (fondata nel 1902) e Mechanix Illustrated (fondata nel 1928) offrivano ai lettori un modo per tenersi aggiornati su utili competenze pratiche, tecniche, strumenti e materiali. Poiché molti lettori vivevano in regioni rurali o semi-rurali, inizialmente gran parte del materiale era correlato alle loro esigenze in fattoria o in una piccola città. Inoltre, autori come F.J. Christopher iniziarono a diventare grandi sostenitori dei progetti fai da te.
Negli anni '50, il fai da te divenne di uso comune con l'emergere di persone che intraprendevano progetti di miglioramento della casa, progetti di costruzione e piccoli mestieri. Gli artisti iniziarono a combattere contro la produzione di massa e la cultura di massa affermando di essere self-made. Tuttavia, le pratiche fai da te risposero anche alle tensioni geopolitiche, ad esempio sotto forma di rifugi antiatomici della Guerra Fredda fatti artigianalmente con il fai da te, e l'estetica oscura e il discorso nichilista nelle fanzine punk negli anni '70 come risposta alla crescente disoccupazione e alle tensioni sociali. Negli anni '60 e '70, iniziarono ad apparire libri e programmi TV sul movimento fai da te e sulle tecniche di costruzione e decorazione della casa. Negli anni '90, il movimento fai da te risentì dell'impatto dell'era digitale con l'ascesa di Internet. Con i computer e Internet che diventavano mainstream, una maggiore accessibilità a Internet ha portato più famiglie a intraprendere metodi fai da te. Piattaforme come YouTube o Instagram offrono alle persone l’opportunità di condividere le proprie creazioni e di istruire gli altri su come replicare le tecniche fai da te nelle proprie case.

Il movimento fai da te è una reintroduzione (spesso rivolta a residenti urbani e suburbani) del vecchio schema di coinvolgimento personale e uso di competenze nella manutenzione di una casa o di un appartamento, nella confezione di vestiti; nella manutenzione di auto, computer, siti web; o in qualsiasi aspetto materiale della vita. Il filosofo Alan Watts (dal dibattito del panel "Houseboat Summit" in un'edizione del 1967 del San Francisco Oracle) rifletteva un sentimento crescente:
Il nostro sistema educativo, nel suo complesso, non fa nulla per darci alcun tipo di competenza materiale. In altre parole, non impariamo a cucinare, a fare vestiti, a costruire case, a fare l'amore o a fare nessuna delle cose assolutamente fondamentali della vita. Tutta l'istruzione che riceviamo per i nostri figli a scuola è interamente in termini di astrazioni. Ti addestra a essere un venditore di assicurazioni o un burocrate, o una specie di personaggio cerebrale. 
Negli anni '70, il fai da te si diffuse tra la popolazione nordamericana di studenti universitari e neolaureati. In parte, questo movimento implicava la ristrutturazione di vecchie case fatiscenti e a prezzi accessibili. Ma era anche correlato a vari progetti che esprimevano la visione sociale e ambientale degli anni '60 e dei primi anni '70. Il giovane visionario Stewart Brand, lavorando con amici e familiari e utilizzando inizialmente gli strumenti più basilari di composizione e impaginazione, pubblicò la prima edizione di The Whole Earth Catalog (sottotitolato Access to Tools) alla fine del 1968.
Il primo catalogo e i suoi successori utilizzavano una definizione ampia del termine "utensili". C'erano strumenti informativi, come libri (spesso di natura tecnica), riviste professionali, corsi e lezioni. C'erano articoli specializzati e progettati, come utensili da falegnameria e da scalpellino, utensili da giardino, attrezzature per saldatura, motoseghe, materiali in fibra di vetro e così via, persino i primi computer personali. Il progettista J. Baldwin era l'editore della tecnologia e scrisse molte delle recensioni di utensili di fabbricazione, utensili per lavorare il terreno, ecc. La pubblicazione del catalogo emerse e stimolò la grande ondata di sperimentalismo, rottura delle convenzioni e atteggiamento fai da te della fine degli anni '60. Spesso copiato, il catalogo si rivolgeva a un'ampia fascia di persone nel Nord America ed ebbe una vasta influenza.
I libri fai da te per la casa sono fioriti negli anni '70, creati inizialmente come raccolte di articoli di riviste. Una prima, ampia linea di libri fai da te su come fare è stata creata da Sunset Books, basata su articoli pubblicati in precedenza dalla loro rivista, Sunset, con sede in California. Time-Life, Better Homes and Gardens, Balcony Garden Web e altri editori hanno presto seguito l'esempio.
A metà degli anni '90, i contenuti fai da te per migliorare la casa hanno iniziato a trovare la loro strada sul World Wide Web. HouseNet è stato il primo sito in stile bacheca in cui gli utenti potevano condividere informazioni. Dalla fine degli anni '90, il fai da te è esploso sul Web attraverso migliaia di siti.
Negli anni '70, quando arrivarono i videoregistratori domestici (VCR), gli istruttori fai da te ne compresero rapidamente il potenziale per dimostrare i processi tramite mezzi audiovisivi. Nel 1979, la serie televisiva PBS This Old House, con Bob Vila, debuttò e diede il via a una rivoluzione televisiva fai da te. Lo spettacolo ebbe un'enorme popolarità, insegnando alle persone come migliorare le proprie condizioni di vita (e il valore della propria casa) senza dover pagare qualcun altro per fare (tanto) lavoro. Nel 1994, il canale televisivo via cavo HGTV Network fu lanciato negli Stati Uniti e in Canada, seguito nel 1999 dal canale televisivo via cavo DIY Network. Entrambi furono lanciati per attrarre la crescente percentuale di nordamericani interessati ad argomenti fai da te, dal miglioramento della casa al lavoro a maglia. Tali canali hanno diversi spettacoli che rivelano come far fruttare il proprio budget per ottenere risultati dall'aspetto professionale (Design Cents, Design on a Dime, ecc.) mentre si fa un lavoro in modo indipendente. Toolbelt Diva si rivolge specificamente alle donne amanti del fai da te.
Oltre alle riviste e alla televisione, la portata del fai da te per la casa continua a crescere online, dove la maggior parte dei media tradizionali ha ora ampi siti Web informativi incentrati sul fai da te come This Old House, Martha Stewart, Hometalk e DIY Network. Questi sono spesso estensioni del loro marchio di riviste o televisione. Anche la crescita delle risorse fai da te online indipendenti sta aumentando. Il numero di proprietari di case che scrivono blog sulle loro esperienze continua a crescere, insieme ai siti Web fai da te di organizzazioni più piccole.

## Moda

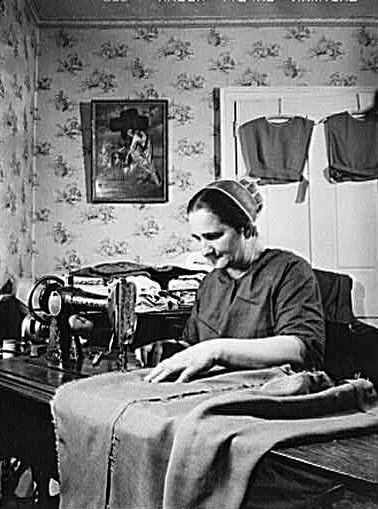
Fabbricazione fai da te di vestiti (1942)

Il fai da te è molto diffuso nella comunità della moda, con idee condivise sui social media, come YouTube, su abbigliamento, gioielli, trucco e acconciature. Le tecniche includono jeans rovinati e sbiancati e la riprogettazione di vecchie camicie.
Il concetto di fai da te è emerso anche all'interno della comunità artistica e del design. I termini hacktivist, craftivist o maker sono stati utilizzati da Otto von Busch per descrivere i creativi che lavorano all'interno di un framework fai da te. Busch descrive l'"hacktivismo" come "[includere] il partecipante nel processo di creazione, [per dare] origine a nuovi atteggiamenti all'interno del "maker" o collaboratore". Busch suggerisce che impegnandosi in forme partecipative di moda, i consumatori sono in grado di allontanarsi dall'idea di "Mc-Fashion" omogeneizzata in massa", poiché l'hacktivismo della moda consente ai consumatori di svolgere un ruolo più attivo nell'interazione con i vestiti che indossano.

## Sottocultura

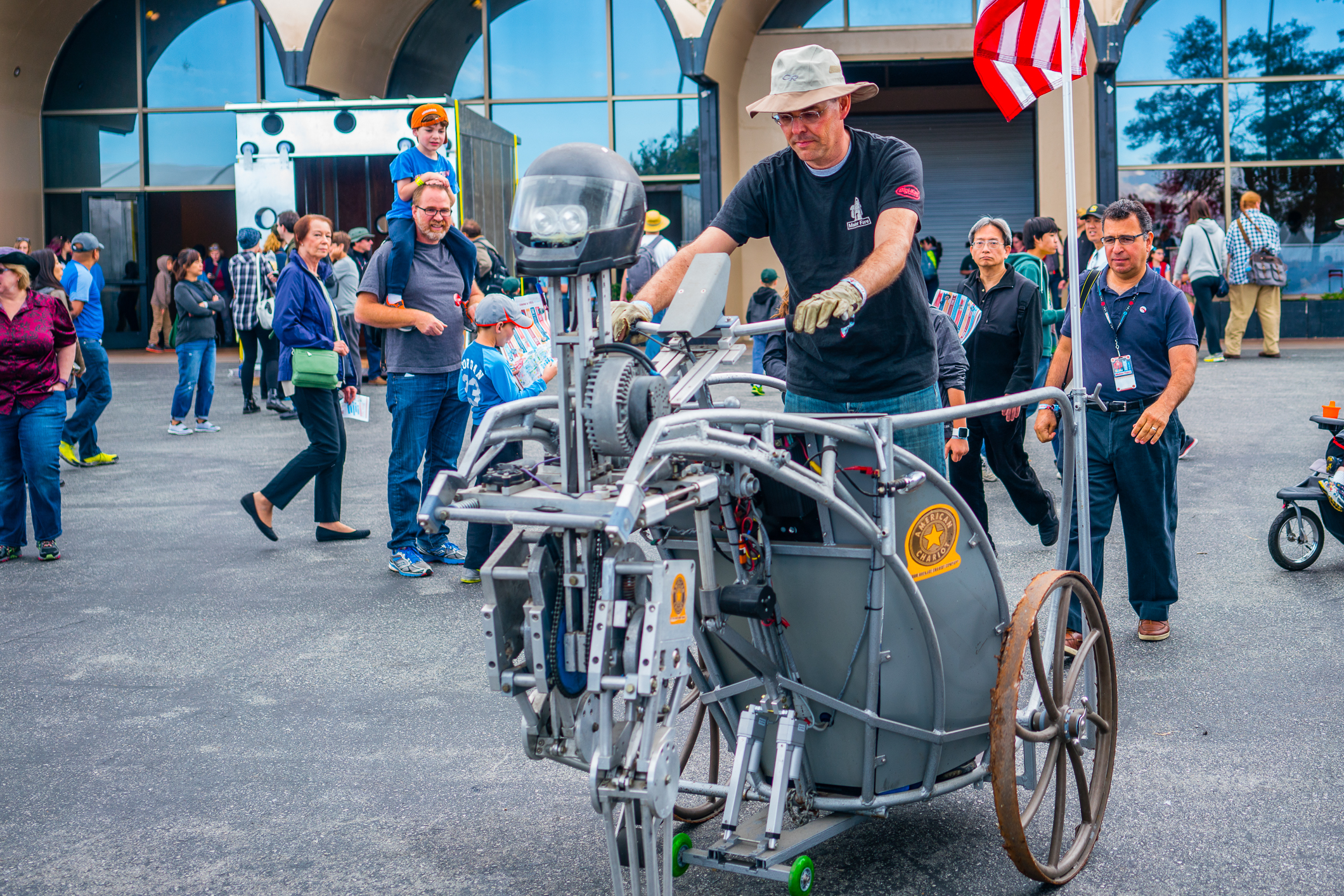
Veicolo fai da te alla Maker Faire, San Mateo, 2016

Il fai da te come sottocultura è stato portato avanti dal movimento punk degli anni '70. Invece dei tradizionali mezzi con cui raggiungevano il loro pubblico attraverso grandi etichette musicali, le band hanno iniziato a registrare, produrre album e merchandising, prenotare i propri tour e creare opportunità per band più piccole di ottenere un riconoscimento più ampio attraverso tour fai da te ripetitivi e a basso costo. Il fiorente movimento delle zine ha assunto la copertura e la promozione delle scene punk underground e ha modificato in modo significativo il modo in cui i fan interagivano con i musicisti. Le fanzine si sono rapidamente ramificate dall'essere riviste musicali fatte a mano per diventare più personali; sono rapidamente diventate una delle porte di accesso della cultura giovanile alla cultura fai da te. Ciò ha portato alle zine dei tutorial che mostravano ad altri come realizzare le proprie magliette, poster, zine, libri, cibo, ecc.
I termini "DIY" e "fai da te" vengono utilizzati anche per descrivere:
- Autopubblicazione di libri, zine, dōjin e fumetti alternativi
- Gruppi o artisti solisti che pubblicano la propria musica tramite etichette discografiche autofinanziate.
- Il commercio di mixtape come parte della cultura delle cassette
- La rete internazionale di mail art che aggira gallerie e istituzioni artistiche ufficiali creando un precursore dei social network.
- Cose fatte in casa basate sui principi di "Riciclare, Riutilizzare e Ridurre" (le 3R)[24]. Un termine comune in molti movimenti ambientalisti che incoraggia le persone a riutilizzare oggetti vecchi e usati trovati nelle loro case e a riciclare materiali semplici come la carta.
- Artigianato come lavoro a maglia, uncinetto, cucito, gioielli fatti a mano, ceramica
- Progettazione di biglietti da visita, inviti e così via
- Creazione di merchandising musicale punk o indie attraverso l'uso di materiali di riciclo provenienti da negozi dell'usato o scartati, solitamente decorati con arte applicata tramite serigrafia[25].
- Sviluppo di giochi indipendenti e modding di giochi
- Roller derby contemporaneo
- Skatepark costruiti da skater senza assistenza professionale retribuita
- Costruire circuiti elettronici musicali come l'Atari Punk Console[26] e creare macchine per il rumore che pieghino i circuiti partendo da giocattoli d'epoca per bambini.
- Modificare ("modding") prodotti comuni per consentire usi estesi o non previsti, comunemente definito con il termine di Internet "life-hacking". Correlato a "jury-rigging"[27], ovvero mod approssimative/improbabili
- Elettronica per hobby o produzione di apparecchiature radioamatoriali.
- Scienza fai da te: utilizzare hardware open source per realizzare apparecchiature scientifiche per condurre la scienza dei cittadini o semplicemente la scienza tradizionale a basso costo[28]
  - Utilizzo di single-board computer a basso costo, come Arduino e Raspberry Pi, come sistemi embedded con varie applicazioni
  - Biologia fai da te (un movimento sociale biotecnologico in cui individui, comunità e piccole organizzazioni studiano biologia e scienze della vita utilizzando gli stessi metodi delle istituzioni di ricerca tradizionali)[29]
- Utilizzo di una distribuzione Linux personalizzata, pensata per uno scopo specifico.
- Costruire un sintetizzatore personalizzato.
- Utilizzo di FPGA.
- Armi da fuoco fabbricate privatamente
- Tassidermia di decine di spedizioni di caccia o di pesca.

### Musica
Gran parte della musica DIY contemporanea ha le sue origini nella sottocultura punk rock della fine degli anni '70. Si è sviluppata come un modo per aggirare l'industria musicale mainstream aziendale. Controllando l'intera catena di produzione e distribuzione, le band DIY tentano di sviluppare una relazione più stretta tra artisti e fan. L'etica DIY dà il controllo totale sul prodotto finale senza la necessità di scendere a compromessi con le major discografiche.
Secondo l'estetica punk, ci si può esprimere e produrre opere commoventi e serie con mezzi limitati.
In tempi moderni, la comprensione ortodossa secondo cui il DIY ha origine nel punk degli anni '70, con le sue pratiche più evidenti nei singoli 7" autoprodotti e nelle fanzine auto-pubblicate, è stata messa in discussione. Come chiede George McKay nel titolo del suo articolo del 2023: "Il punk era DIY? Il DIY è punk?" McKay sostiene invece quello che definisce un "depunking" del DIY.
Le Riot grrrl, associate al femminismo della terza ondata, hanno adottato anche i valori fondamentali dell'etica punk fai da te sfruttando modalità creative di comunicazione attraverso fanzine e altri progetti.
Gli aderenti all'etica punk fai da te lavorano anche collettivamente. Ad esempio, il CD Presents dell'impresario punk David Ferguson era una rete di produzione di concerti fai da te, studio di registrazione ed etichetta discografica.

### Film
Una forma di produzione cinematografica indipendente caratterizzata da budget ridotti, troupe ridotte e oggetti di scena semplici, realizzati con qualsiasi cosa disponibile.
Il termine "guerrilla filmmaking" si riferisce proprio a questo tipo di produzione.

### Per paese
Come mezzo di adattamento durante il Periodo Speciale Cubano, periodo di crisi economica, il risolutore o resolver (da "risolvere") è diventato una parte importante della cultura cubana. Risolutore si riferisce a uno spirito di intraprendenza e di risoluzione fai da te dei problemi.

#### India
Jugaad è una parola colloquiale hindī, bengalese, marāṭhi, punjabi, sindhi e urdu, che si riferisce a un'innovazione non convenzionale e frugale, spesso definita "hack". Potrebbe anche riferirsi a una soluzione innovativa o alternativa, che piega le regole o una risorsa che può essere utilizzata in questo modo. Viene spesso utilizzata anche per indicare creatività: far funzionare le cose esistenti o creare cose nuove con risorse scarse.

#### Stati Uniti
Rasquache è la forma inglese del termine spagnolo rascuache, originariamente con una connotazione negativa in Messico, è stato ricontestualizzato dal movimento artistico messicano e chicano per descrivere un'estetica artistica specifica, il Rasquachismo, adatta a superare i limiti materiali e professionali affrontati dagli artisti del movimento.

## Criticità
Criticità di questa pratica possono verificarsi negli ambiti più specialistici in merito alla sicurezza degli artefatti e alle automedicazioni sanitarie.
Le preoccupazioni sui biohacker (ossia coloro che praticano la biologia fai da te) che creano agenti patogeni in laboratori di garage non monitorati hanno portato il Federal Bureau of Investigation (FBI) a iniziare a inviare i suoi rappresentanti alle conferenze DIYbio nel 2009. L'arresto e l'incriminazione di alcuni membri per il loro lavoro con microbi innocui, come l'artivista Steve Kurtz, è stato denunciato come repressione politica dai critici che sostengono che il governo degli Stati Uniti ha utilizzato i poteri antiterrorismo post-11 settembre per intimidire artisti che usano la loro arte per criticare la società.
Le normative esistenti non sono specifiche per questo campo, quindi la possibilità che organismi patogeni vengano creati e rilasciati involontariamente o intenzionalmente da biohacker è diventata una questione di preoccupazione, ad esempio, nello spirito della ricreazione del virus influenzale del 1917 da parte dei ricercatori dell'Armed Forces Institute of Pathology nel 2005. Negli Stati Uniti, l'FBI Weapons of Mass Destruction Directorate ha collaborato con il National Science Advisory Board for Biosecurity dell'American Association for the Advancement of Science per convocare una serie di riunioni per discutere di biosicurezza, che hanno incluso discussioni sui biologi amatoriali e sui modi per gestire i rischi per la società che ciò comporta.